# Angry Birds Star Wars
Angry Birds Star Wars est un jeu vidéo de type artillerie et puzzle développé et édité par Rovio Entertainment, sorti en 2012 sur Windows, Mac, Wii, Wii U, PlayStation 3, PlayStation 4, Xbox 360, Xbox One, Nintendo 3DS, PlayStation Vita, iOS, Android, BlackBerry OS et Windows Phone.
Il est basé sur la première trilogie de Star Wars.

## Accueil
- Gamezebo : 4,5/5 (iOS)[1]
- IGN : 8,8/10 (iOS)[2]
- Pocket Gamer : 9/10 (iOS)[3] - 4/10 (PSV)[4]
- TouchArcade : 5/5 (iOS)[5]